# Кузедеево
Кузеде́ево (шор. Кӱзедей) — посёлок в Новокузнецком районе Кемеровской области России. Административный центр Кузедеевского сельского поселения. Проживают вепсы; крупнейший вепсский населённый пункт за пределами их этнической территории. Старейшее поселение Южного Кузбасса. В 1964—2004 годах имел статус посёлка городского типа. С 1934 года — административный центр Горно-Шорцевского, с 22 июня 1939 года до 23 марта 1961 года — Кузедеевского района.

## География
Посёлок расположен на берегу реки Кондома, вблизи находится памятник природы «Кузедеевская липовая роща».
В 2013 году к северу от села на левом берегу реки Кондомы создан памятник регионального значения «Кузедеевский». Церковь 19 века.

### Климат
Климат умеренный континентальный.
| Показатель              | Янв.  | Фев.  | Март | Апр. | Май  | Июнь | Июль | Авг. | Сен. | Окт. | Нояб. | Дек.  | Год |
| ----------------------- | ----- | ----- | ---- | ---- | ---- | ---- | ---- | ---- | ---- | ---- | ----- | ----- | --- |
| Средняя температура, °C | −15,7 | −13,1 | −5,7 | 3,0  | 11,5 | 16,0 | 18,8 | 16,2 | 10,0 | 3,3  | −6,5  | −13,3 | 2,0 |
| Норма осадков, мм       | 37    | 27    | 30   | 46   | 67   | 86   | 82   | 82   | 65   | 62   | 60    | 55    | 699 |
| Источник: .             |       |       |      |      |      |      |      |      |      |      |       |       |     |

## История
Село основано в 1660 году. В начале XIX века в районе села было укрепление Сибирской линии — Кузедеевский форпост.
В начале XX века в Кузедеево было училище Духовной миссии. В 1930-х годах — педагогический техникум
Посёлок интересен тем, что в нём имеется значительная колония вепсов, говорящих на южновепсском диалекте и выехавших из деревни Ерёмина Гора Ленинградской области в начале 1930-х годах во время коллективизации
С 1931 через село проходит Южно-Кузбасская железнодорожная ветвь.
В середине XX века в состав села вошёл Аил, расположенный на правом берегу Кондомы.

## Население
| 1959  | 1970  | 1979  | 1989  | 2002  | 2010  |
| ----- | ----- | ----- | ----- | ----- | ----- |
| 4039  | ↗4624 | ↘3899 | ↘3701 | ↘3536 | ↗3609 |
| 2021  |       |       |       |       |       |
| ↘3314 |       |       |       |       |       |

## Известные уроженцы, жители
- Штоколов, Борис Тимофеевич (1930—2005) — оперный певец, народный артист СССР (1966).
- Капризов Кирилл (род.1997 г.) — хоккеист, олимпийский чемпион.
- Соломин, Тимофей Михайлович — революционер, переехал в Кузедеево в 1927 году.

## Инфраструктура
Сельскохозяйственный производственный кооператив Кузедеевский (с 1963 Совхоз Кузедеевский, образован на основе Колхозов), школа, больница, пожарная часть, центральная аптека, дом детского творчества, дом культуры. В посёлке присутствуют предприятия лесной промышленности, асфальтобетонный завод, метеостанция. Остановочная платформа Кузедеево ЗСЖД.

## Транспорт
Развит автомобильный и железнодорожный транспорт. Проходит Южно-Кузбасская ветвь Западно-Сибирской железной дороги. Автомобильная дорога на Таштагол, Новокузнецк, в Бийск. Посёлок связан автобусным сообщением с Новокузнецком, Бийском, Таштаголом. На автобусном маршруте в посёлке имеется несколько остановок.